# Caravaca de la Cruz
Caravaca de la Cruz és una ciutat i municipi de la Regió de Múrcia, a la comarca de les Terres Altes, la qual capitalitza. Amb un terme municipal de 858,3 km², té una població de 24.782 habitants. Confronta amb Andalusia i els termes municipals de Moratalla, Cehegín i Llorca.
D'origen musulmà, la seva importància va arribar després de la reconquesta de la zona i l'aparició de la Vera Creu, cosa que la va convertir en centre de peregrinació fins al dia d'avui.

## Història
Les restes humanes més antigues trobades al terme municipal de Caravaca són les restes paleolítiques del denominat jaciment de la Cova Negra, on se situa la presència de foc més antiga del Paleolític europeu.
Els primers assentaments situats a l'actual ciutat, daten d'entre els anys 2400 i 1950 abans de Crist, com van posar de manifest els estudis portats a terme per arqueòlegs de la Universitat de Múrcia i de la Direcció general de Belles arts de la Comunitat Autònoma de la Regió de Múrcia, que van concloure que al costat de l'actual nucli urbà caravaqueño hi ha un jaciment calcolític de 1.300 esquelets, restes de 50 gossos i diversos objectes. Es considera el major jaciment prehistòric de la Península, i un dels majors d'Europa.4
D'etapes més recents són destacables altres restes arqueològiques que es poden trobar al municipi, com les situades a la pedanía de l'Encarnació, on es troba, a la part alta d'un turó, el santuari del mateix nom. Santuari construït sobre les restes d'un temple romà del que se'n pot apreciar l'estructura.
A partir de l'edat mitjana el nucli urbà de Caravaca es va convertir en un encreuament de camins, gràcies a la seva situació estratègica entre el Regne de Granada i el castellà Regne de Múrcia, així com per la proximitat de la Corona d'Aragó. La capitulació de la taifa de Múrcia mitjançant el Tractat d'Alcaraz, l'any 1243, va consolidar el domini de la Corona de Castella i va convertir Caravaca en un enclavament fronterer cristià que limitava amb l'Àndalus. El que va aconseguir que després de la revolta mudèjar, de 1264, la seva fortalesa s'encomanés a l'Orde del Temple, fins que en 1312 aquest va ser reemplaçat per l'Orde de Sant Jaume, després d'uns anys en què va ser de reialenc. Sota el domini dels santiaguistes Caravaca es va convertir en capçalera d'una àmplia jurisdicció que anava de Ricote fins a Yeste.
Al segle xiv va viure una profunda crisi a conseqüència del perill fronterer i de les epidèmies de pesta, que gairebé van despoblar la comarca,6 després de la caiguda de la frontera oriental de Granada, el 1488, va viure una important expansió que la va convertir, a la fi del segle xvi, en el tercer nucli més poblat del Regne de Múrcia, amb 7.000 habitants, després de la ciutat de Múrcia i Lorca.7 

## Festes
A Caravaca de la Creu fan les festes dels cavalls del vi i també fan un ritual a la Sta. Vera Creu. Aquestes festes se celebren normalment a principis de la primavera. Habitualment fan el passeig de moros i cristians, amb la participació de moltes Penyes com per exemple la Peña Jeque. Es donen premis als millors vestits dels cavalls i també fan una cursa al santuari de la vera creu del poble que es diu la cursa dels cavalls del vi. Uns 12 cavalls van participar-hi l'any 2003, ja que va ser l'any sant. Al carrer principal, la Gran Via, posen grades per als passeigs que s'hi fan.
Els orígens de la festa venen de quan el poble de Caravaca de la Creu estava dominat pels àrabs granadins l'any 1250. En aquella època els templaris per falta d'aigua van haver de travessar les línies enemigues per a transportar aigua i vi amb els seus cavalls, d'aquesta història anomenen a les festes així: cavalls del vi.
Hi ha també les romeries de cavalls, que és quan s'agrupen totes les penyes del poble i fan una banda de cavalls a les fonts del marquès, s'hi fan moltes activitats el cap de setmana i els dies següents són els dies de l'exaltació de la santíssima vera creu.

## Personatges relacionats
- Mari Trini (1947-2009)- Cantant.
- José Moreno Leante, polític i diputat per Oriola a les eleccions de 1876, 1879 i 1884.